# Macropygia rufipennis
Macropygia rufipennis là một loài chim trong họ Columbidae.